# خره‌سالار

نقاشی از یک خُره‌سالار بر اساس نقاشی‌های مقبره‌های پادشاهی میانه

خُره‌سالارها فرمانروایان نیمه-ارباب استان‌های مصر باستان بوده‌اند. به عنوان فرماندهان استانی، هر یک از آن‌ها به یکی از ۴۲ خره کشور فرمانروایی می‌کردند.
در زبان عربی از قدیم برای این استان‌های کوچک مصر باستان از اصطلاح کور و کوره استفاده می‌شود که عربی‌شده واژه فارسی خوره/خُره به معنی بخش و بلوک و شهرستان است.
در زبان‌های اروپایی به این استان‌های مصر باستان نوم و به فرماندار آن‌ها نومارک می‌گویند. هر دو نام نومارک و نوم واژگانی هستند که برگرفته از واژه یونانی نوموس (nomos) به معنای بخش و ناحیه هستند. خره‌سالارها قدرت و تاثیر زیادی داشتند. تاریخ جداسازی مصر به خُره‌های گوناگون به پادشاهی کهن (هزاره سوم پیش از میلاد) بر می‌گردد که تا دوران فرمانروایی رومیان نیز ادامه داشته.